# 과테말라의 국기

과테말라의 국기

과테말라의 국기 (민간기)

과테말라의 국기는 1871년 11월 18일에 제정되었다. 현재의 국기는 중앙아메리카 연방 해체 후 기존의 연방기의 줄무늬 방향을 세로 방향으로 바꾸는 대신 국장을 넣은 형태이다.
가로세로 비율은 8:5이며 두 가지 색인 하늘색과 흰색의 세로 줄무늬로 구성되어 있다. 민간기는 국장이 없는 형태의 기를 사용한다. 하늘색 두 줄은 과테말라가 태평양과 카리브해 사이에 위치함을 의미하며 흰색은 평화와 순결을 의미한다.
문장 안에 있는 두루마리는 이 나라의 독립선언문 내용이 표기된 것으로 1821년 9월 15일에 이 나라가 독립이 되었음을 알리고 있으며 초록색의 새는 케트살이라 불리는 새로 이 나라의 상징조이기도 하다. 좌우의 월계수는 승리와 영광을 나타내며 총과 칼은 외세로부터 나라를 지킨다는 과테말라인들의 애국심과 투지를 뜻한다.

## 색상
| 색상 | 하늘                 | 하양                  |
| ---- | -------------------- | --------------------- |
| RGB  | 73–151–208 (#4997D0) | 255–255–255 (#FFFFFF) |

## 여러 가지 기

대통령기
부통령기
국회의장기
대법원장기

## 과거의 기

중앙아메리카 연방 시절의 기 (1825년 ~ 1838년)
1838년 ~ 1843년
1843년 ~ 1851년
1851년 ~ 1858년
1858년 ~ 1871년